# Kýrros
Le dème de Kýrros, en grec moderne : Δήμος Κύρρου / Dímos Kýrrou, est un ancien dème de Macédoine-Centrale, en Grèce. En 2010, il est fusionné dans celui de Pella.
Selon le recensement de 2011, la population du dème compte 7 645 habitants.
Son nom vient de la ville antique de Kyrrhos. Le dème était situé dans la partie orientale du nome. Le siège du dème était le village de Néos Mylótopos (el). 